# Комишеватка (балка)
Комишеватка (рос. Б. Комышеватка) — балка (річка) в Україні у Оріхівському й Запорізькому районах Запорізької області. Ліва притока Мокрої Московки (басейн Дніпра).

## Опис
Довжина балки приблизно 18,23 км, найкоротша відстань між витоком і гирлом — 15,72 км, коефіцієнт звивистості річки — 1,16. Формується багатьма балками та загатами. На деяких ділянках балка пересихає.

## Розташування
Бере початок у селі Вільне . Спочатку тече на південний захід і біля села Новооленівка повертає і тече переважно на північний захід через село Степне і у Мокрянки впадає в річку Мокру Московку, ліву притоку Дніпра.

## Цікаві факти
- Біля гирла балки на південно-західній стороні на відстані приблизно 203,24 м пролягає автошлях М18[2] (автомобільний шлях міжнародного значення на території України. Проходить територією Харківської, Дніпропетровської, Запорізької, Херсонської областей та АРК. Збігається з частиною європейського маршруту E105 (Кіркенес — Санкт-Петербург — Москва — Харків — Ялта)).
- У XIX столітті понад балком існувало багато скотних дворів[1].
- є частиною проекту траси Південно-Українського магістрального каналу